# Luciano (DJ)

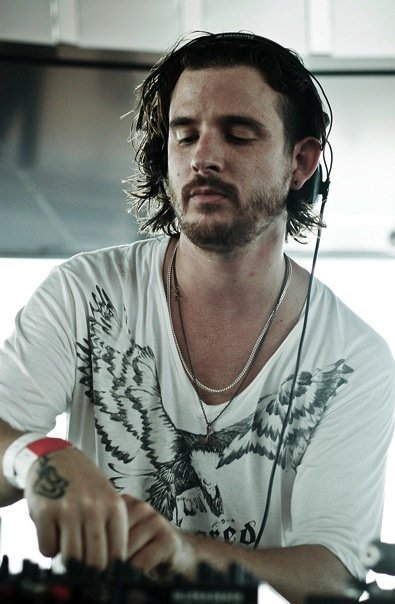
Luciano 2007

Luciano (* 1978 in der Schweiz als Lucien Nicolet) ist ein chilenischer Produzent elektronischer Tanzmusik.
Seinen Erfolg hat er auch seinen chilenischen Freunden wie Ricardo Villalobos oder Dandy Jack von Sieg über die Sonne zu verdanken. Durch sie öffneten sich für seine Produktionen die Türen von Labels wie Perlon, Max Ernst, Bruchstücke, Playhouse oder Force Inc. Music Works.

## Laufbahn
2003 wurde er im Groove Readers Poll zum Newcomer des Jahres gewählt. Im selben Jahr gründete er sein eigenes Label Cadenza, das bereits für die ersten beiden Veröffentlichungen Orange Mistake und Amael gute Kritiken erhielt.
Die Zeitschrift De:Bug wählte Orange Mistake auf Platz 3 der besten Tracks 2003.
2004 erschien sein Album Lucien 'n' Luciano auf dem Label Peacefrog.
Noch im selben Jahr nahm Derrick May, Mitbegründer des Detroit-Techno, einen Luciano-Track bei seinem Label Transmat auf.